# Mário Motta (futebolista)
Mário de Queiroz Motta Júnior, conhecido como Mário Motta, (São Paulo, 10 de março de 1954) é um ex-futebolista brasileiro que atuava como atacante.

## Carreira
Mário Motta começou nas categorias de base do Palmeiras, seu clube de infância. Foi campeão juvenil em 1972, marcando 42 gols em 14 jogos. Ele se profissionalizou em 1973, e participou de algumas partidas do Campeonato Brasileiro do mesmo ano. A pedido de Osvaldo Brandão, ele foi emprestado, voltando ao clube em 1975, quando teve sua maior sequência.
Por conta de atritos com o técnico Dino Sani, Mário foi para o  America e depois para o Internacional, e fez parte do time campeão invicto do Campeonato Brasileiro de 1979. Após uma passagem pela Colômbia, no Millonarios, ele foi para o Corinthians, onde não teve muito espaço por problemas no joelho e o surgimento de Casagrande. Depois de jogar em clubes menores e convivendo com lesões, Mário encerrou a carreira em 1984. Atualmente, ele é advogado e empresário.

## Títulos
Palmeiras
- Campeonato Brasileiro: 1973

Internacional
- Campeonato Brasileiro: 1979